# Prophet (cómic)
Prophet es un personaje ficticio, un superhéroe que aparece en los cómics publicados por Image Comics. Creado por Rob Liefeld, que apareció por primera vez en Youngblood #2 (julio de 1992).
Prophet ha protagonizado tres series en curso que llevan su nombre; estas revistas mensuales debutaron en 1993, 1995 y 2012, respectivamente. Una cuarta serie, llamada Prophet: Earth War, se anunció que comenzará a salir en enero de 2015.

## Biografía Ficticia
John Prophet, un hombre pobre y sin hogar que vive en la era de la Segunda Guerra Mundial, se ofreció a participar en los experimentos médicos del Dr. Horacio Wells, un científico que viajó en el tiempo desde el futuro que utilizó métodos de Mejora de ADN para transformar a Prophet en un supersoldado. Fue diseñado para servir al malvado Phillip Omen y fue programado con instintos asesinos. Wells tuvo un cambio de corazón y aunque cambió la programación de Prophet del mal para tener una fuerte creencia en Dios. Wells estaba listo para colocar en éxtasis a Prophet durante muchos años y luego volver a despertarlo en el futuro para ayudar a la gente de Wells los Discípulos pelean contra el mal. Al final encontramos en Youngblood, Prophet despierta desorientado, en un mundo que no reconoce, y confunde por los Discípulos y sus ataques en Youngblood.
Más tarde se descubrió que Prophet no siempre estuvo en éxtasis después de la Segunda Guerra Mundial, y que había sido utilizado como "un arma sin sentido de la guerra" en Vietnam. Stephen Platt, artista de Prophet de 1994 a 1996, explicó que el carácter de "sentirse responsable de las cosas que la gente lo obligó a hacer, a pesar de que él no puede recordar. Él siempre pensó en sí mismo como una buena persona, y ahora está descubriendo que las cosas que hacía eran horrible por todas las normas de la decencia humana . Él va a tomar un viaje espiritual para descubrir quién es en realidad ".
A pesar de su mejorada del ADN y la capacidad de comunicarse en todos los idiomas, el Prophet fue descrito como "muy infantil" por Platt. "Él no sabe los funcionamientos sociales del mundo que la mayoría de nosotros damos por sentado: que no puede llamar a un taxi, y se come el helado demasiado rápido y consigue un dolor de cabeza" Platt describe.

## Historia de la publicación

### Creación e implantación (1992-2000)
Rob Liefeld dijo Asistente para la revista en 1994, que fue inspirado por Gene Roddenberry y Steven Spielberg para crear a Prophet. [1] El personaje apareció por primera vez en Youngblood # 2, publicado por Image Comics en julio de 1992. Prophet fue pensado originalmente para aparecer en las páginas de Marvel Comics 'X-Force. Liefeld explicó Asistente: "Él iba a aparecer alrededor de # 6 ó # 7 en mis planes originales, y la cubierta de Youngblood # 2 tenía originalmente miembros de X-Force mirando en lugar de miembros Youngblood pronto decidí que me iba. trabajar en cosas que era propiedad del creador, así que me sacó el carácter del Prophet y lo guarde para más adelante."
El argumento en Youngblood llevó directamente al propio título del Prophet, que duró once temas (incluyendo un número cero). Una segunda serie, escrita por Chuck Dixon, se estrenó en 1995 y duró ocho temas. Un solo disparo fue lanzado en 2000 por Awesome Comics.

### Reactivación de Image (2012)
Image Comics anunció en la New York Comic Con de 2011 esa línea de cómics Extreme Studios Liefeld anunció que volvería con la reactivación de cinco títulos, incluyendo Prophet. Escrito por Brandon Graham con el arte de Simon Roy, Prophet continuó la numeración de la serie anterior y puso en marcha la edición # 21 en enero de 2012. El libro tiene lugar aproximadamente diez mil años en el futuro. Graham dijo: "En el primer número, el profeta tiene que mezclare en una ciudad extranjera y encontrar su contacto para conseguir pedidos. La ciudad está en una nave espacial viviente que murió después de que aterrizó y se pudre lentamente. Los extranjeros que viven en él son una sociedad de castas basada en la fermentación. En el segundo tema, con el fin de cruzar un desierto, Prophet se une a una caravana alienígena, donde cada una de estas bestias alienígenas gigantes se alimenta de los residuos de la criatura frente a ella hasta que finalmente los residuos se convierten en un producto refinado que van a usarse para la venta. Prophet se mezcla en un complot de asesinato del líder de caravanas ". Graham añadió que uno de sus principales objetivos de la serie mezclar "fuera 'Conan' la actual racha de 'Conan'". El primer arco reveló que hay docenas, o más, de los clones de Prophet repartidos por todo el universo.
Prophet cuenta con una rotación de cuatro hombres de los artistas: Roy, que sacaban los tres primeros números de la reactivación; Farel Dalrymple, que empató cuestiones # 24 y # 25; Giannis Milonogiannis, que está ilustrando seis emisiones; y Graham, que empató la edición # 26. Graham dijo a la web Newsarama, Cada artista, se centrará en un Prophet principal. "Así que cuando [Roy] devuelve el # 32 que estará dibujando el mismo Prophet que él dibujó en su primera edición. [Milonogiannis] dibujará el hombre de la vieja historia de Prophet y Farel Dalrymple está haciendo todas las cuestiones sobre el Prophet con una cola. Me gusta la idea del estilo de cada artista que representa cómo el personaje que están dibujando ve el mundo a su alrededor".
La serie concluyó en julio de 2014, con la edición # 45, y la historia continuará en una nueva serie llamada Prophet: Earth War, a partir de enero de 2015.

#### Recepción de la crítica
En una revisión del Prophet # 21, de Newsarama Scott Cederlund escribió que "Graham y Roy ofrecen una renovación de un viejo personaje de Rob Liefeld que tiene una vitalidad salvaje, indomable que lo hace más que un cómic de hoy y no un refrito de unos 15-años de edad, concepto que sólo duró por menos de 20 temas."  Charles Hatfield de The Comics Journal, en una revisión de cuestiones # 21 y # 22, comentó que a pesar del libro" tiene muchos puntos obvios de referencia, Prophet proyecta su propio hechizo, evocando su propia realidad fantástica." Oliver Sava de The AV Club, dijo que la edición # 26" muestra las posibilidades de narración impresionantes que surgen cuando un carácter establecido está emparejado con un creador innovador ". Sava ha añadido que "la principal lección que Marvel y DC pueden quitar el éxito del Prophet es que la mejor manera de revitalizar una propiedad es mediante la búsqueda de personas que crean buenos cómics y que les permite hacer lo que demonios que quieran con él."   Los editores de Amazon.com nombraron Prophet, vol. 1: Remisión - que recoge temas # 21- # 26 - el quinto mejor novela gráfica de 2012.

## Ediciones recogidas

### Material de Comercio (serie 1993)
| Título  | Material recolectado | Datos de Publicación | ISBN           |
| ------- | -------------------- | -------------------- | -------------- |
| Prophet | Prophet #1-7         | Diciembre de 1998    | 978-1887279161 |

### Material de Comercio (serie 2012)
| Título                       | Material recolectado | Datos de Publicación  | ISBN           |
| ---------------------------- | -------------------- | --------------------- | -------------- |
| Prophet, Volumen 1: Remisión | Prophet #21-26       | Septiembre de 2012    | 978-1607066118 |
| Prophet, Volumen 2: Hermanos | Prophet #27-31, 33   | 26 de junio de 2013   | 978-1607067498 |
| Prophet, Volumen 3: Imperio  | Prophet #32, 34-38   | 12 de febrero de 2014 | 978-1607068587 |
| Prophet, Volumen 4: Unión    | Prophet #39-45       | 31 de marzo de 2015   | 978-1632152541 |

## En otros medios
En 1995, TriStar Pictures adquirió los derechos cinematográficos de Prophet. la película Live-acción fue planeada con Rob Liefeld como productor, pero el proyecto no procedió más allá de la preproducción. Fleer/SkyBox Internacional dio a conocer una serie de tarjetas de "Prophet Colección" comerciales en 1996. Aproximadamente la mitad de los del conjunto de 90 tarjetas fueron creadas por Stephen Platt. Artistas adicionales incluyeron a Liefeld, Jim Lee, Todd McFarlane, y Mike Deodato.  Una figura de acción de Prophet se produjo en 1997 por Awesome Toys, una división de entretenimiento impresionante de Liefeld.